# Mibtahyah
Mibtahyah est une juive égyptienne d'Éléphantine née vers 475 av. J.-C.. Elle est connue grâce à la découverte d'une série de papyrus qui raconte différents actes juridiques la concernant.

## Histoire
À l'âge de quinze ans, elle se marie avec Yezanyah, un juif également originaire d'Éléphantine. À cette occasion, son père la dote d'une maison et d'un terrain, puis d'une seconde maison après un deuxième don. Devenue veuve en 449 av. J.-C., elle contracte un nouveau mariage, cette fois-ci avec un Égyptien du nom d'Eskhôr, architecte du roi, avec qui elle a deux enfants. Son contrat de mariage prévoit qu'elle garde la pleine possession des biens qu'elle avait hérités de son père. À nouveau veuve en 440 av. J.-C., le frère de son défunt mari lui intente un procès pour récupérer les biens du couple. Celui-ci est débouté par la justice égyptienne.
L'histoire de Mibtahyah montre que les droits accordés aux femmes vivant en Égypte antique, même si elle était d'une autre nationalité, étaient étonnamment modernes. Cette histoire nous informe également que la communauté hébraïque d'Éléphantine ne respectait pas la prescription deutéronomique qui interdit tout mariage mixte aux Israélites.